# Vasili Tatisjtsjev

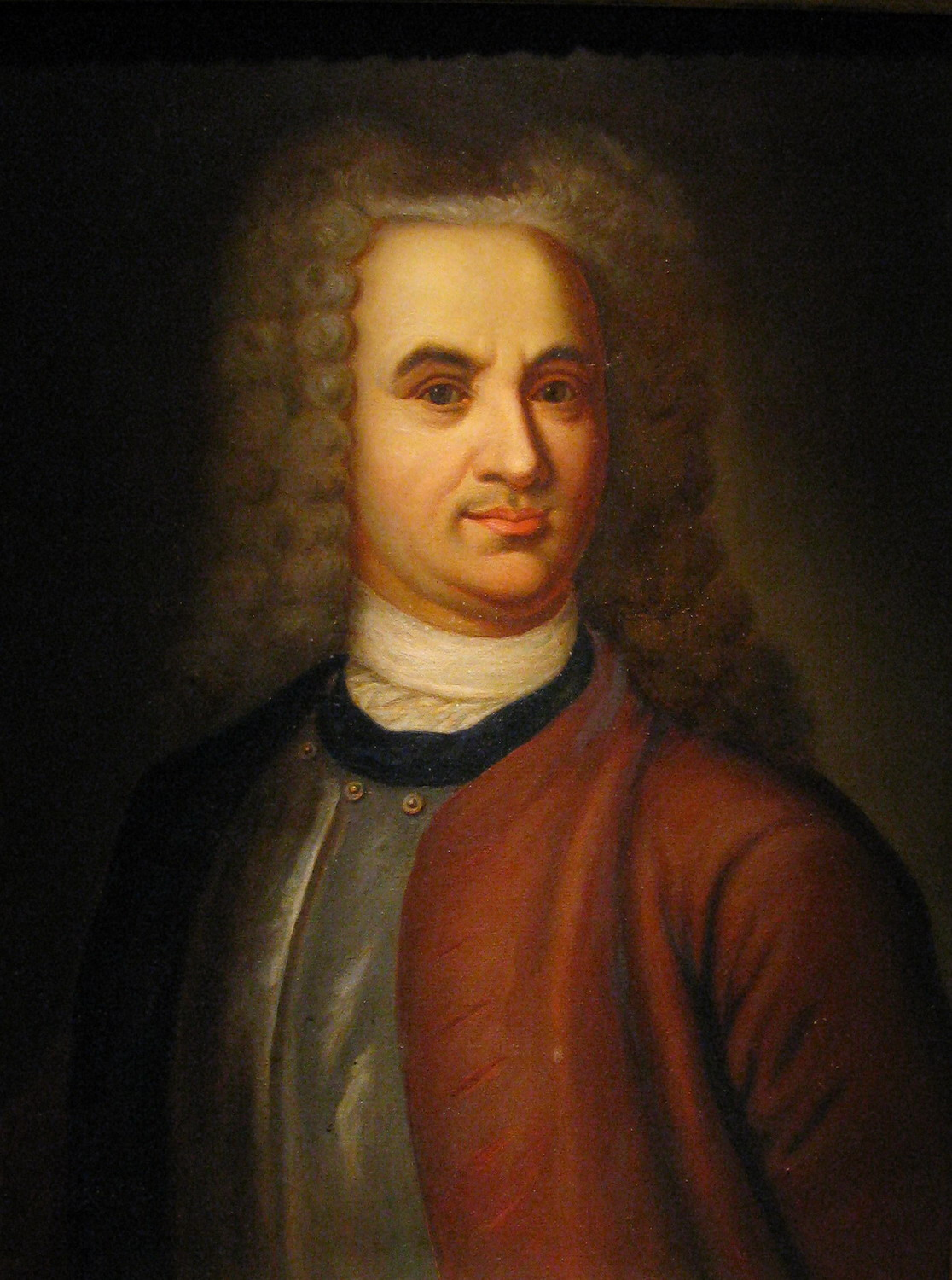
Vasili Tatisjtsjev

Vasili Nikititsj Tatisjtsjev (Russisch: Василий Никитич Татищев) (nabij Pskov, 26 april [O.S. 19 april] 1686 – landgoed Boldino (nabij Moskou), 26 juli [O.S. 15 juli] 1750) was een Russisch historicus, geograaf, politicus en mijnbouwingenieur. Hij was onder andere mede verantwoordelijk voor de stichting van de steden Jekaterinenburg en Perm.

## Biografie

### Militaire en politieke carrière onder Peter de Grote
Hij werd geboren op een landgoed in de buurt van Pskov als zoon van Nikita Aleksjevitsj Tatisjtsjev en als lijnrechte afstammeling van de 9e-eeuwse Varjaagse prins Rurik. Hij werd op zevenjarige leeftijd naar het hof van Praskovia Fjodorovna Saltikova, de vrouw van de geestelijk gehandicapte tsaar Ivan V, gestuurd. Na de dood van Ivan ging hij daar weer weg. Hij ging daarna naar de Artillerie- en ingenieursschool van Moskou, waar hij in 1704 afstudeerde en waarna hij zijn carrière begon in het leger. Hij ging bij het Azov dragonder regiment (cavalerie) onder leiding van James Daniel Bruce (Russische benaming Jacob Vilimovitsj Brjoes) en nam tijdens de Grote Noordse Oorlog deel aan de oorlog tegen het koninkrijk Zweden in de Slag bij Narva (1704), Slag bij Poltava (1709, waarbij hij gewond raakte) en de mislukte Proetski Campagne (1711).
Hierna werd het regiment ontbonden en ging Vasili de politiek in. Van 1713 tot 1714 ging hij als militair vertegenwoordiger van het Russische ministerie van Buitenlandse Zaken voor tsaar Peter I (de Grote) naar Berlijn, Bratislava, Dresden en in 1717 in Gdańsk, waar hij in opdracht van Peter I moest onderzoeken of een icoon aldaar was geschilderd door Methodius van Saloniki. De stadsautoriteiten weigerden echter mee te werken en hij keerde daarop terug naar Rusland. Hij nam bij zijn reizen veel wiskundige, militaire, geschiedenis- en geografieboeken mee terug naar Rusland. In 1718 was hij deelnemer aan de vredesbesprekingen met Zweden tijdens het congres van Åland. In 1719 begon hij te werken in het bedrijf van Bruce, de Berg-amt (staatsmijnbouwraad). Bruce had een grote waardering voor hem. In hetzelfde jaar startte hij met het maken van landkaarten, waarmee zijn belangstelling voor geschiedenis een start kreeg. Hij was van plan om de hele Russische geografie in kaart te brengen en wist tsaar Peter I te overtuigen van het belang van een gedetailleerde beschrijving van de geografie en van Rusland, waarna Peter hem hiervoor de opdracht gaf. Hij wilde ook een grote nationale landmeting verrichten in Rusland.
Hij kon de enorme taak van zijn geografiebeschrijving (hetgeen later echter zijn belangrijkste boek over de Russische geschiedenis werd) echter niet meteen vervullen: In 1720 kreeg hij van Peter I opdracht om het management op zich te nemen van de staatsfabrieken in de Oeral. In 1724 herinnerde Peter hem er echter aan en begon hij met zijn werk, waarbij hij echter werd geconfronteerd met de noodzakelijkheid van historische gegevens, die uiteindelijk leidde tot de verandering van het werk van geografisch naar historisch.

### Ingenieursperiode in de Oeral
Hij werd op 9 maart 1720 per edict (van de Berg-amt) naar de Oeral gestuurd om "in Koengoer en andere Siberische plaatsen zilver- en kopersmelterijen te ontwikkelen". De Oeral was in die tijd een relatief slecht georganiseerde kolonie, met vele losstaande nederzettingen en zonder een goed georganiseerde regionale overheid. 
Hij begon met het vinden van geschikte locaties voor deze smelterijen, waarmee hij de fundamenten legde voor de steden Perm en Jekaterinenburg. Ook verkreeg hij toestemming om handelaren door te laten naar de markt van Irbit en door Verchotoerje en het opzetten van een postverbinding tussen Koengoer en vjatka. Ook liet hij wegen bouwen, introduceerde hij wetten met betrekking tot bosbouw en opende hij de eerste twee mijnbouwscholen in de Oeral en introduceerde hij speciale rechtspraak voor fabrieken. Hij kreeg in zijn werk echter te maken met tegenwerking van de Demidovs, die in zijn maatregelen en de vestiging van staatsbedrijven een aantasting zagen van hun imperium.
Hij vestigde zijn mijnbouwhoofdkantoor uiteindelijk bij de Uktusfabriek aan de Uktusrivier, een zijrivier van de Iset. Deze kopersmelterij lag regelmatig stil vanwege een tekort aan water in deze rivier. Tatisjtsjev besloot de fabriek te verplaatsen naar een betere locatie aan de Isetrivier zelf. Hij stuurde hiervoor een verzoek naar de Berg-amt en begon daarop met de aanleg van een dam in de Iset en met het gereedmaken van de grond voor de fabriek. Hij kreeg het echter aan de stok met industrieel Nikita Demidov en zijn zoon Akinfi Demidov, die liever geen staatsfabrieken zagen verschijnen in de Oeral. Zij beschuldigden hem onterecht van omkoping, waarna de Berg-amt de verplaatsing van de Uktusfabriek verbood en hij in 1721 werd teruggehaald uit de Oeral voor ondervraging. Een Nederlander in Russische dienst, majoor-generaal Georg Wilhelm de Gennin die toezag op de mijnbouw in de Oeral, werd als vervanger aangesteld en onderzocht de zaak. Hij zag dat Tatisjtsjev zijn werk goed had gedaan en pleitte hem daarop vrij, waarop hij terugkeerde naar de Oeral. In november 1723 keerde hij terug naar Sint-Petersburg om verslag te doen over zijn werkzaamheden. Tatisjtsjev werd daarop door de Berg-amt benoemd in hun raad van adviseurs en aangesteld in de Siberische ober-Berg-amt.

### Periode in Zweden
Hij werd daarop in december 1724 naar Zweden gestuurd voor mijn- en diplomatieke zaken. Hij moest informatie vergaren over Zweedse mijnen en fabrieken, gekwalificeerde werkmeesters zoeken voor werk in Rusland, onderzoek doen naar de handelingen binnen de Zweedse academie der wetenschappen en binnen de bibliotheek daarvan en onderzoeken of Russische studenten goed konden worden onderwezen in de mijnbouwtechniek in Zweden. Hij kreeg ook een geheime taak mee; onderzoek doen en rapporteren over de politieke situatie in het land, de waarschijnlijke handelingen die door de regering gepland waren en de verborgen intenties van de staat. Peter I wilde eigenlijk dat Tatisjtsjev het politieke systeem van Zweden zou bestuderen om te zien of het eventueel ook in Rusland kon worden toegepast. Tatisjtsjev verzamelde informatie over de handelsstromen van de haven van Stockholm en het Zweedse monetaire systeem en vond een bekwame edelsteenslijper, die later in Jekaterinenburg het slijpen van edelstenen introduceerde als techniek. Ook bezocht hij een aantal mijnen en fabrieken en verkreeg hij diagrammen van mijnbouwmachines uit de grote mijn van Falun. 
Hij sprak er ook met vele lokale wetenschappers, zoals von Strahlenberg. Hij schreef onder leiding van de Zweedse professor Erik Benzelius uit Uppsala een studie over mammoetbeenderen die hij in Siberië had gevonden, dat eerst in Zweden werd uitgegeven en in 1743 ook in het Engels werd vertaald. In april 1726 keerde hij terug naar Rusland met meer boeken over geografie en geschiedenis dan boeken over mijnbouw. Hij hield zich daar eerst een poos bezig met het schrijven van zijn rapport. Hij werd niet teruggezonden naar Siberië door de Berg-amt en werd in 1727 aangesteld als hoofdrechter bij het Russische monetair bureau, waaronder de muntslagerijen vielen.

### Constitutionele revolutie
In Rusland was Peter I inmiddels gestorven en brak een periode aan van frequente troonswisselingen: Catharina I en Peter II stierven kort na elkaar en vervolgens moest er een troonopvolger gekozen worden uit de vrouwelijke lijn van de Romanovs, daar met Peter II, die kinderloos was, de afstamming in de mannelijke lijn eindigde en hij geen opvolger had aangewezen (hij werd slechts 15 jaar). Sinds januari 1726, na de dood van Peter I, kende Rusland de Opperste Geheime Raad (верховного тайного совета), bestaande uit 6 leden die feitelijk leiding gaven aan het land en ook decreten konden uitvaardigen. Daarbij ontnamen ze binnen een maand de Senaat, die door Peter I was ingesteld, alle leidinggevende taken. Drie van deze leden, Aleksandr Mensjikov, Heinrich Johann Friedrich Ostermann en prins Dmitri Golitsyn, verkregen steeds meer macht gedurende de daaropvolgende jaren, alhoewel Mensjikov in 1727 door de adellijke families Glitsyn en Dolgoroekov verbannen werd omdat hij te veel macht wilde. De Opperste Geheime Raad hield na de dood van Peter II een beraad over de vraag wie hem zou moeten opvolgen. Een dochter van Peter de Grote, Elisabeth, wezen ze al dadelijk af, omdat de Dolgoroekovfamilie geen afstammeling van Peter de Grote op de troon wilde hebben; dit zou hun privileges hebben aangetast.
Ze wezen ook de oudste dochter van Peter I's halfbroer ex-tsaar Ivan V, Catharina van Mecklenburg, af, omdat die met een Duitser was getrouwd en kozen in plaats daarvan Ivans tweede dochter Anna Ivanovna, die toen regeerde over Koerland. Ook stelden ze een lijst met 8 eisen op die zij moest ondertekenen en die hun macht waarborgde en moest ze beloven haar geliefde Ernst Johann von Biron niet mee te nemen naar Rusland. Al deze regels werden naar haar gezonden in Koerland, maar de voormalige leider van de Senaat, Jagoezjinski, en een aantal andere adellijken waren hen voor en zeiden Anna dat ze de documenten maar moest ondertekenen en dat ze wel zouden zorgen dat alles goed kwam. Anna accepteerde en kwam vervolgens naar Sint-Petersburg in januari 1730. Tatisjtsjev stond samen met 300 andere adellijken (dvorjanstvo) achter de keuze om Anna, dochter van Ivan IV, te kiezen. Hij wilde echter ook herstel van de autocratie met een adviesraad in de vorm van een senaat bestaande uit 25 leden en een assemblee bestaande uit 100 leden, waarvan de invloedsrijkste posities moesten worden verkozen door stemming en waarvan per familie slechts een persoon mocht worden gekozen om ongewenste machtsposities te voorkomen. Hierbij stelde hij verschillende maatregelen voor om de posities van de verschillende klassen in de samenleving te verbeteren, zoals de eis dat de geestelijkheid verantwoordelijk zou moeten worden voor onderwijs in rurale gebieden.
Op 15 februari ging een groep van 150 soldaten onder leiding van de prins Tsjerkassky en luitenant-generaal Tsjernisjev naar het Kremlin en eisten een gesprek met Anna. Bij dit gesprek las Tatisjtsjev een document met eisen voor, wat bekend is geworden als het Tsjerkassky-project. Hierin stelde hij onder andere dat 'een meerderheid van het volk de eisen van de Opperste Geheime Raad verwierp' en dat de hoogste adviesraad de hervormingsplannen niet wilde aannemen, die na de aanstelling van Anna aan hen waren gepresenteerd en waarin werd aangedrongen op hervormingen. Er werd gevraagd of ze een commissie wilde samenstellen om de hervormingsplannen te beoordelen om te zien hoe Rusland in de toekomst moest worden geregeerd. Anna was daarop geschokt, daar ze dacht autocratisch te kunnen regeren. Dit was echter ook het plan van Tatisjtsjev, die daarop haar (na zogenaamd ingrijpen van de leiders van de soldaten) een nieuw plan voorlegde (onder leiding van prins Kantemir). Hierdoor hadden ze wel de steun van de adel, maar kregen ze toch wat ze wilden: een autocratie. Tatisjtsjev was van mening dat een vorst alleen hoort te regeren, omdat er dan een eenduidig beleid is (1 mening) maar dat de vorst wel een adviserend orgaan zou moeten hebben ter ondersteuning. In wezen wilden Tatisjtsjev en degenen die achter het plan stonden de regering terug die ze ook hadden gehad onder Peter I, omdat voor hen een regering onder leiding van de oligarchische hoogste adviesraad of de aristocratische adel voor hen en Rusland desastreus zou kunnen uitvallen.
Anna accepteerde het gewijzigde voorstel met de belofte voor een Senaat, die ze echter niet nakwam. Ze hief kort daarop de Opperste Geheime Raad op maar liet het regeren later toch weer over aan anderen; haar ex-geliefde Biron (hij was in tussentijd met een ander getrouwd), ex-Opperste Geheime Raadslid Ostermann en de militair politicus Burkhard von Munnich, die overigens een conflict had met Biron, wat Tatisjtsjev later in positieve zin ondervond.

### Tweede periode in Oeral
Anna zag in Tatisjtsjev de vijand van de Opperste Geheime Raad en verzekerde hem daarom van haar steun. Hij was de ceremoniemeester bij de kroning van haar tot tsarina over Rusland. Hij begon zich hierna bezig te houden met het voorbereiden van het hervormen van het Russische monetaire systeem. In 1731 kreeg hij echter problemen met zijn baas senator Gavryl Golovkin, waarbij hij werd beschuldigd van omkoping. Hij werd hierop door Biron ontheven van zijn functies en aangeklaagd voor dit vergrijp, waarmee zijn problemen met Biron begonnen. Hij ging zich toen weer bezighouden met de wetenschap en schreef het boek "De Russische Geschiedenis", dat in Sint-Petersburg in de wetenschappelijke wereld maar lauw werd ontvangen en in 1733 "Conversatie over het voordelen van de wetenschap", waarin hij betoogde over de noodzaak van een grote acceptatie van wetenschappelijke kennis, wetenschappen classificeerde en een plan presenteerde voor de ontwikkeling van schoolmateriaal in Rusland.
In 1734 werden de rechtszaken tegen hem plots beëindigd (waarschijnlijk door toedoen van Anna) en werd hij op 10 februari aangesteld als bevelhebber over de 'bergfabrieken' van de Oeral, Siberië en Kazan. Tijdens zijn periode daar (1734 tot 1737) breidde het aantal fabrieken daar uit van 11 tot 40 en gaf opdracht voor de bouw van nog eens 36, die pas na zijn bestuur werden gesticht. Verder liet hij wegen aanleggen, stichtte een aantal steden en ontwierp de eerste bergwetgeving. Ook liet hij alle namen voor posities in de mijnbouw en van bedrijven die Duits waren hernoemen naar Russische namen om daarmee de Duitse invloeden terug te dringen die overal aanwezig waren. Hij maakte veel gebruik van zijn mogelijkheid om als overheidsfunctionaris mee te kunnen beslissen in de bedrijfsvoering van bedrijven, wat tot veel klachten leidde tegen hem. Hij deed dit echter niet uit persoonlijk gewin, maar omdat hij ervan overtuigd was dat het beter voor de Russische staat was als bedrijven in handen van de overheid waren om zo makkelijker te kunnen beschikken over natuurlijke hulpbronnen. Particuliere ondernemingen zoals die van Demidov zag hij dan ook als een 'bedreiging'. Zijn bergwetgeving werd niet ingevoerd, omdat Biron erop tegen was. In 1736 werd hij opnieuw beschuldigd. Deze keer van het verduisteren van overheidsgelden. Deze zaak werd echter ook weer afgeblazen en Biron wilde Tatisjtsjev daarop uit de mijnbouw hebben. 

### Expeditie naar Orenburg
Hij liet hem in 1737 een expeditie leiden naar Orenburg om de laatste maatregelen te nemen voor de onderdrukking van Baskirië (nu Basjkirostan) en het instellen van regelgeving om de bevolking er onder de duim te houden. Tatisjtsjev liet bij vertrek op 26 mei uit zijn kantoor in Jekaterinenburg zijn hele collectie boeken over mijnbouw (ongeveer 1000 delen) achter voor de mijnbouwschool daar en vertrok richting Samara, waar het hoofdkwartier lag van de expeditie en vanwaar deze zou plaatsvinden. De expeditie was van groot belang voor het bepalen van het overheidsbeleid ten opzichte van Centraal-Azië, Kazachstan de kraj Orenburg zelf, daar Orenburg aan de rand lag (en weer ligt) van Rusland. Hiervoor werd de geografie van het gebied (grenzen, belangrijkste rivieren, meren, mineralen, dieren, nationaliteiten en inwoners) uitgebreid bestudeerd en beschreven door Tatisjtsjev. Hij deed in die tijd ook veel voor de Basjkieren, die na de Basjkierse opstand van 1708-1711, waarbij meer dan 300 dorpen werden verwoest en 13.000 mensen gevangengenomen werden, niet erg geliefd waren onder de Russen en sterk werden onderdrukt. Hij liet onder anderen een legerkapitein genaamd Zjitov executeren vanwege diefstal van de Basjkierse bevolking 'zonder enige reden' en vanwege moorden en andere misdaden door zijn regiment.
Het bestuur over de inning van de jasak (belasting door de Russische tsaren, vaak in de vorm van natuurlijke producten zoals huiden, die moest worden betaald door overwonnen volken) werd door hem in handen gegeven van de lokale Basjkierse leiders, in plaats van de vaak corrupte jasakverzamelaars van de overheid, die er meestal zelf ook wat aan wilden verdienen. Ook zorgde hij ervoor dat niemand van de expeditie meer geld kreeg dan hij verdiende door het instellen van een strak schema voor de verdeling van de gelden. In Samara liet hij een aantal grote publieke gebouwen bouwen, waaronder een grote bibliotheek, scholen voor Russische en Tataars-Kalmukse vrouwen, een school voor de kinderen van soldaten uit het regiment van Penza, een ziekenhuis en een kruidenier met laboratoria. In de zomer van 1738 bereikte hij het fort Orenburg en "trof het aan in een verschrikkelijke staat". Daarop liet hij de nederzetting verplaatsen naar een andere plek, hetgeen gebeurde in 1741. Het duurde echter nog 2 jaar voordat de plaats op een derde plaats definitief werd gesticht.
Ook ging hij verder met het aanleggen van meerdere versterkingen langs de Jaik rivier (nu Oeral) en de Samararivier. Hij vestigde de plaatsen Perevolotsk, Tsjernoretsjensk, Fort Tevkelev (Novosergievka), Fort Kamysj-Samarsk (Tatisjevo) en Stavropol aan de Wolga (Toljatti). Hij nam deel aan een ceremonie voor de aanname van het Russische burgerschap door de Kirgiezen van de Kleine Horde onder toezicht van Khan Abul-Khair (die de Russen in 1726 (tijdelijk) had binnengelaten in zijn gebied in zijn strijd tegen de binnenvallende Kalmukken) en de volksvertegenwoordigers op 3 augustus 1738 in Orsk (Orenburg). Hij deed veel om de Russische handelsrelaties met de kanaten van Centraal-Azië te verbeteren. 
Ondanks zijn baan en de vele reizen die hij in deze tijd maakte daarvoor, bleef hij wetenschappelijk onderzoek verrichten. In 1737 kwam zijn manuscript "Voorstel voor het samenstellen van geschiedenis en geografie" uit, waarin 198 vragen werden gesteld met betrekking tot geschiedenis, geografie, etnografie en taal. In 1738 maakte hij een kaart van de Samarabocht in de Wolga (bij de stad Samara), een kaart van de Jaikrivier (de huidige naam is de Oeral) en van een aantal grensgebieden. Ook onderzocht hij de natuurlijke hulpbronnen van Siberië en schreef daarover het boek "Algemene geografische beschrijving van Siberië". In hetzelfde jaar bereidde hij de publicatie voor van een belangrijk boek dat door hem was herontdekt; de Roesskaja Pravda ("De wet (of gerechtigheid/natuurlijke wet) van Rus") van Ivan de verschrikkelijke uit het Kievse Rijk in 1550. Dit was de eerste samenstelling van Russische wetten in de geschiedenis en werd ofwel door Ivan IV, ofwel door een jurist uit zijn tijd geschreven. Tatisjtsjev schreef bij dit boek gedetailleerde commentaren over belangrijke kwesties uit de politieke en sociale geschiedenis van Rusland van de 16e tot de 18e eeuw.

### Aanklachten en machtswisseling
In 1739 werd hij opnieuw aangeklaagd door de autoriteiten. Deze keer door toedoen van protopriester Antip Martinov en vanwege 'aanvallen en steekpenningen'. Op 27 mei van dat jaar werd er een onderzoekscommissie naar hem ingesteld en op 29 mei werd hij ontheven van al zijn functies en titels. Tatisjtsjev werd onder huisarrest geplaatst, volgens sommige bronnen in de Petrus en Paulusvesting in Sint-Petersburg. De aanklachten tegen hem berustten misschien gedeeltelijk op waarheid, maar door zijn slechte relatie met Biron werd hij harder aangepakt dan anders het geval zou zijn geweest. Het onderzoek tegen hem liep nog, toen in november 1740 tsarina Anna stierf; Biron had ervoor gezorgd dat hijzelf werd aangesteld als regent zolang Ivan VI nog kind was. Zijn rivaal Von Munnich zorgde er echter voor dat hij al na drie weken van die functie werd ontheven en door een tribunaal ter dood werd veroordeeld. Dit vonnis werd echter niet voltrokken, maar hij werd verbannen naar een dorpje in Siberië, waarvandaan hij een jaar later reeds mocht terugkeren, toen Elisabeth I, de dochter van Peter de Grote, door een revolutie Ivan VI en zijn regente Anna Leopoldovna liet afzetten om zelf de macht te verkrijgen.

### Kalmukse vrouwencommissie en gouverneursperiode
In 1741 werd Tatisjtsjev aangesteld in de Kalmukse vrouwencommissie, terwijl het onderzoek naar hem nog liep. Toen Elisabeth I aan de macht kwam, werd hij tevens aangesteld als gouverneur van Astrachan, voornamelijk om de onrust te verminderen die was ontstaan onder de daar woonachtige Kalmukken. Daar deed hij een poging om de economie van de provincie Astrachan te herstructureren. Door samenzwering van de eigenaren van de Kalmukse vrouwen en het ontbreken van de nodige militaire hulptroepen slaagde hij er echter niet in om in het gebied iets duurzaams te bereiken. Zijn hoop om uit de Kalmukse vrouwencommissie te worden ontzet, werd door de tsarina niet vervuld.

### Laatste jaren
In 1745 werd Tatisjtsjev ontheven van zijn post als gouverneur wegens onenigheden met de afgevaardigde voor de provincie; op verschillende gronden werd hij opnieuw aangeklaagd. Hij trok zich terug op zijn landgoed Boldino bij Moskou en bleef daar tot zijn dood. Hij ging er verder met het schrijven van zijn magnum opus, Russische geschiedenis teruggaand tot de oudste tijden. Dit boek, dat na zijn dood in vijf delen werd uitgegeven, was een voortzetting van zijn Russische geschiedenis uit 1732 en was het eerste boek dat de Russische geschiedenis beschrijft in de Russische wereld. Het werd in de eeuwen daarna regelmatig als bron gebruikt. 
In de laatste jaren van zijn leven onderhield hij regelmatige contacten met zijn voormalige collega van de Orenburg-expeditie, die toen bezig was met het beschrijven van de geografie en geschiedenis van de kraj Orenburg.
Een dag voor zijn dood ontving hij van de overheid eindelijk erkenning voor zijn werk. Hij kreeg de Aleksander Nevski-onderscheiding, die hij echter terug liet bezorgen, met de boodschap dat hij deze toen niet meer nodig had omdat hij stervende was. Op 15 juli 1750 overleed hij op zijn landgoed. 
Hij was vanaf 1714 getrouwd met Avdotja Vasiljevna, maar zijn leven lang was dit geen goede relatie en in 1728 verzocht hij om scheiding bij de synode van de Russisch-orthodoxe Kerk. Hij kreeg een dochter, Jevpraksija (1715-1769), en een zoon, Evgraf (1717-1781).

### Filosofie en werkwijze
Zijn wereldvisie verwoordde hij in "gesprek van twee vrienden over het profijt van wetenschappen en scholen". Het basisidee van deze wereldvisie past in zijn tijdperk. Zijn ideeën over natuurlijk recht, natuurlijke moralen en natuurlijke religie ontleende hij aan de 17e-eeuwse Duitse jurist Von Pufendorf en aan de Duitse theoloog Walch. Het hoogste doel (of "ware voorspoed") bestond volgens hem in compleet evenwicht van oprechte krachten, in de "kalmheid van ziel en geweten" door middel van de ontwikkeling van het verstand door "bruikbare" wetenschap. Tatisjtsjev beheerste alle wetenschappen: medicijnen, economie, theologie en filosofie. Zijn belangrijkste werken ontstonden als gevolg van de samenloop van verschillende achtereenvolgende omstandigheden. Hij realiseerde zich dat het ontbreken van een goede geografiebeschrijving van Rusland een probleem vormde en zag het verband tussen geografie en geschiedenis. Om deze reden richtte hij zich eerst op het verzamelen en onderzoeken van historische informatie over Rusland. Omdat hij zag dat buitenlandse werken over Rusland (zoals Zweedse en Duitse) vol fouten stonden, richtte hij zich op originele kronieken en andere oude geschriften en bronnen. Eerst wilde hij een historische compositie maken, maar hij kwam erachter dat een aantal kronieken nooit eerder waren gepubliceerd en hij koos er daarom voor ze opnieuw te publiceren en zijn informatie in de vorm van een jaarboek (annalen) te publiceren. 
Hiermee was hij een van de eerste Russische historiografische schrijvers. In de Russische geschiedschrijving was hij de eerste die een poging deed wetmatigheden te vinden in de ontwikkeling van de menselijke maatschappij, om hierop de redenen te kunnen baseren voor het bestaan van een overheid. 
In 1739 verplaatste hij zijn werk, waaraan hij toen al 20 jaar had gewerkt, naar de Academie van Wetenschappen in Sint-Petersburg, waarna hij het verder uitwerkte, nieuwe bronnen toevoegde en zijn taalgebruik verbeterde. Zonder een specifieke wetenschappelijke voorbereiding was zijn werk uiteraard niet van een zuiver wetenschappelijke kwaliteit, maar in zijn werk valt wel de waardevolle relatie te zien met wetenschappelijke vragen en de horizonverbreding die hiermee gepaard ging. In zijn werk verbond hij steeds het heden met het verleden: zo verklaarde hij de gewoonten in de gerechtelijke praktijk van het Moskouse recht met zijn persoonlijke kennis over de gewoonten van de 17e eeuw; op basis van zijn persoonlijke kennis van buitenlanders verklaarde hij de oude Russische etnografie; oude namen verklaarde hij vanuit de woordenboeken van levende talen. Doordat hij steeds deze verbinding maakte tussen heden en verleden, werd hij ook niet afgeleid door zijn dagelijkse werkzaamheden. Deze verbreedden en verdiepten juist zijn historisch inzicht.

### Kritiek
Zijn werk werd al in de 18e eeuw zelf vaak bekritiseerd vanwege vermeende onjuistheid van bronnen die hij gebruikte. Met name de Joachimkroniek, die later spoorloos zou zijn verdwenen, werd en wordt vaak aangemerkt als van dubieuze kwaliteit. Hij verzon soms bronnen of informatie, corrigeerde soms abusievelijk juiste namen, vertaalde ze naar zijn taal, verving oudere interpretaties door eigentijdse interpretaties of feiten, en vertaalde informatie vanuit bronnen die hem betrouwbaar leken. Ook nam hij soms legendes op, vaak zonder het noemen van bronnen. Door al deze zaken ontstond geen volwaardig geschiedeniswerk, maar een onsystematisch, vaak onhandig samenstel van annalen. Hij bezat ook niet de kennis om een vervalst werk van echt te onderscheiden en sommige passages in zijn werk berusten aantoonbaar op zijn eigen fantasie. De laatste tijd wordt door prominente historici echter meer erkend dat veel van zijn bronnen toch betrouwbaarder waren dan eerder werd gedacht.

### Publicatie van zijn werk
De eerste gedeelten van Deel I van zijn boek Geschiedenis werden voor het eerst gepubliceerd in de jaren 1768-1769 door de Duitse historicus Gerard Friedrich Miller in Moskou. Deel II volgde in 1773, III in 1774, IV in 1784. Deel V werd pas in 1848 uitgegeven, door het Russische Genootschap voor Geschiedenis en Oudheden, nadat historicus Michael Pogodin het in 1843 had herontdekt. 
Tatisjtsjev beschreef in zijn belangrijkste boek de geschiedenis tot aan de dood van Vasili III in 1533. Hij had ook materiaal bewerkt tot aan 1558 en had bij zijn dood bronnen gereed voor verdere delen tot aan 1613.

### Overig werk
Hij schreef ook het eerste encyclopedische woordenboek van de Russische taal, stuurde de Russische Academie van Wetenschappen zijn opinie over de eclipsen van zon en maan en zijn project over de publicatie van een "Russisch schoolalfabet met tekeningen en beschrijvingen", stelde het Russisch postboek samen en werkte aan een project voor economische hervormingen.
Hij gaf bovendien nog een aantal oude werken opnieuw uit, zoals de Roesskaja Pravda en de Soedebnik.
In zijn werk Spiritueel (gepubliceerd in 1775) gaf hij een gedetailleerde handleiding voor alle activiteiten in het hele leven van een landeigenaar: van training en de verschillende soorten van diensten voor de overheid, de relaties tussen de overheden en haar onderdanen en het familieleven tot het management van het landgoed, economische zaken en dergelijke. In Herinnering beschrijft hij zijn visies met betrekking tot politicologie en in Redenering beschrijft hij maatregelen waarmee de inkomens van de staat konden worden verveelvoudigd.
Hij was een typische wetenschapper uit de tijd van Peter de Grote, multidisciplinair, met het vermogen om zijn aandacht van het ene onderwerp naar het andere te verleggen, en als utilitarist altijd op zoek naar hetgeen hij goed achtte voor zijn vaderland, Rusland.